# Compus prismatic de prisme cu libertate de rotație
În geometrie un compus prismatic de prisme cu libertate de rotație este o categorie a compușilor poliedrici uniformi. Fiecare membru al acestei familii infinite de compuși poliedrici uniformi este un aranjament simetric de prisme care au o axă comună de simetrie de rotație, axă care trece prin centrele a două fețe opuse ale componentelor. El apare din suprapunerea a două copii ale compusului prismatic de prisme corespunzător (fără libertate de rotație) și rotirea fiecărei copii cu un unghi egal și opus.
Această familie infinită poate fi enumerată astfel:
- Pentru fiecare număr întreg pozitiv n > 0 și pentru fiecare număr rațional p/q > 2 (cu p și q coprime), apare compusul de prisme 2n p/q-gonale (cu libertate de rotație), cu grupul de simetrie Dnph.

Au indexul de compus poliedric uniform UC20.